# Elecciones provinciales de Guayas de 2023
Las elecciones provinciales de Guayas de 2023 hacen referencia al proceso electoral que se llevó a cabo el 5 de febrero de 2023. Las elecciones provinciales determinaron, por sufragio directo de los electores, las dignidades que encabezarán el consejo provincial por un período de cuatro años comprendidos entre el 2023 y el 2027. Se eligió a un prefecto y viceprefecto en binomio electoral para el período 2023/27.

## Precandidaturas retiradas

### Prefecto
| Lista | Logo                  | Partido / Movimiento  | Precandidato a la Prefectura | Motivo                             | Ref. why                |
| ----- | --------------------- | --------------------- | ---------------------------- | ---------------------------------- | ----------------------- |
| 2     |                       | Unidad Popular        | Luis Pilalot Navarrete       | Partido escoge a Richard Romo      | [ 1 ] [ 2 ] [ 3 ] [ 4 ] |
| 2     | Richard Romo          | Unidad Popular        | Renuncia a su candidatura    | [ 5 ]                              |                         |
| 8     |                       | Avanza                | Renuncia a su candidatura    | Elvis Fuentes Tenorio              | [ 6 ] [ 7 ]             |
| 20    |                       | Democracia Sí         | Renuncia a su candidatura    | Ángel Llerena                      | [ 5 ]                   |
| 35    |                       | Movimiento MOVER      | Johnnie Jorgge Álava         | Movimiento escoge a Héctor Vanegas | [ 8 ]                   |
| 35    | Manuela Osorio Araujo | Movimiento MOVER      | Candidata a Viceprefecta     | [ 5 ]                              |                         |
| 61    |                       | Movimiento Renovación | Edgar Salazar Chávez         | Renuncia a su candidatura          | [ 5 ]                   |
| -     |                       | Independiente         | Cristina Reyes Hidalgo       | Decisión personal                  | [ 9 ]                   |

### Viceprefecto
| Lista | Logo | Partido / Movimiento                              | Precandidato a la Viceprefectura | Motivo                                   | Ref.          |
| ----- | ---- | ------------------------------------------------- | -------------------------------- | ---------------------------------------- | ------------- |
| 1 17  |      | Centro Democrático Partido Socialista Ecuatoriano | Noris Arroyave Hernández         | Movimiento decide no inscribir candidato | [ 10 ]        |
| 2     |      | Unidad Popular                                    | Mónica Campuzano                 | Renuncia a su candidatura                | [ 11 ] [ 12 ] |
| 8     |      | Avanza                                            | Jessica Arreaga Guerrero         | Renuncia a su candidatura                | [ 6 ] [ 7 ]   |

## Candidaturas
| Lista  | Logo | Partido / Movimiento                                                                                                   | Prefecto                  | Cargos Previos                                                   | Viceprefecto                 | Ref.          |
| ------ | ---- | --- | ------------------------- | ---------------------------------------------------------------- | ---------------------------- | ------------- |
| 2      |      | Unidad Popular | Juan Cervantes Gómez      | Vicepresidente de la UNE                                         | Mercedes Navarro Santana     | [ 11 ] [ 12 ] |
| 4 3 16 |      | La Fuerza que nos Une Conformado por: - Pueblo, Igualdad y Democracia - Partido Sociedad Patriótica - Movimiento AMIGO | Nicolás Lapentti Carrión  | Prefecto del Guayas (1992-2009)                                  | María Fernanda Ríos Villalta | [ 13 ] [ 14 ] |
| 5      |      | Revolución Ciudadana                                                                                                   | Marcela Aguiñaga Vallejo  | Ministra de Ambiente (2007-2012)                                 | Carlos Serrano Bonilla       | [ 2 ] [ 15 ]  |
| 6 75   |      | Partido Social Cristiano Movimiento Cívico Madera de Guerrero                                                          | Susana González Rosado    | Prefecta del Guayas (desde 2020)                                 | Vicente Taiano Basante       | [ 6 ] [ 16 ]  |
| 8      |      | Avanza | Edgar León Mazini         | Asesor Agropecuario                                              | Dayanara León Coronel        | [ 17 ] [ 18 ] |
| 12     |      | Izquierda Democrática                                                                                                  | Richard Intriago Barreno  | Presidente del Movimiento Nacional Campesino                     | Joselyne Cedeño Romero       | [ 6 ] [ 19 ]  |
| 18     |      | Pachakutik | Jorge Triviño Yépez       | Activista en DD.HH                                               | Etelvina Yantalema Pintag    | [ 8 ] [ 20 ]  |
| 20     |      | Democracia Sí | Danilo Félix Ordóñez      | Ingeniero Civil                                                  | Alexandra Alcívar Macías     | [ 11 ]        |
| 21     |      | Movimiento CREO | Francesco Tabacchi Rendón | Presidente de la Asociación de Ganaderos del Litoral y Galápagos | Anna Raquel Oñate Saenz      | [ 21 ] [ 22 ] |
| 23     |      | Partido SUMA | Norma Quiñónez Quevedo    | Escritora                                                        | Alberto Chillambo Abad       | [ 23 ] [ 24 ] |
| 33     |      | Movimiento Renovación Total                                                                                            | Andrés Guschmer Tamariz   | Concejal de Guayaquil (2019-2022)                                | Silvia Córdova Arteaga       | [ 2 ]         |
| 35     |      | Movimiento MOVER | Héctor Vanegas y Cortázar | Concejal de Guayaquil (2019-2022)                                | Manuela Osorio Araujo        | [ 25 ] [ 26 ] |
| 61     |      | Movimiento Renovación                                                                                                  | Alejandro Gallo Plaza     | Asesor 3 del Concejo de Participación Ciudadana y Control Social | Beatriz Rodríguez Herkt      | [ 11 ] [ 3 ]  |

## Sondeos de intención de voto
| Fecha      | Fuente       | Muestra   | Error (%) | Susana González | Marcela Aguiñaga | Nicolás Lapentti | Andrés Guschmer | Héctor Vanegas | Francesco Tabacchi | Norma Quiñónez | Jorge Triviño | Richard Intriago | Juan Cervantes | Danilo Félix | Alejandro Gallo | Nulo  | Blanco |
| ---------- | ------------ | --------- | --------- | --------------- | ---------------- | ---------------- | --------------- | -------------- | ------------------ | -------------- | ------------- | ---------------- | -------------- | ------------ | --------------- | ----- | ------ |
| 26/01/2023 | Cedatos      | -         | ±3,1%     | 16,8%           | 14,6%            | 11,2%            | 12,4%           | 6,2%           | 0,3%               | 1,5%           | 0,6%          | 0,9%             | 0,5%           | 0,2%         | -               | 13,5% | 13,5%  |
| 16/01/2023 | MR Analytica | -         | -         | 19%             | 22%              | 17%              | 12%             | 8%             | 8%                 | 8%             | 8%            | 8%               | 8%             | 8%           | 8%              | 9%    | 9%     |
| 06/01/2023 | Clima Social | 425 casos | ±4,75%    | 25,9%           | 14,4%            | 9,6%             | 8,9%            | 9,2%           | 2,1%               | 1,4%           | 0,71%         | 0,47%            | 0,47%          | 0,71%        | 0,24%           | 18,6% | 18,6%  |
| 02/01/2023 | MR Analytica | -         | -         | 19%             | 19%              | 11%              | 9%              | 4%             | 4%                 | 4%             | 4%            | 4%               | 4%             | 4%           | 4%              | 9%    | 9%     |
| 01/12/2022 | Clima Social | 613 casos | ±3,96%    | 18,4%           | 10,4%            | 11,3%            | 7,2%            | 11,9%          | 1,5%               | 1,1%           | 0,8%          | 0,7%             | 0,7%           | 0,3%         | 0%              | 19,7% | 19,7%  |

## Resultados

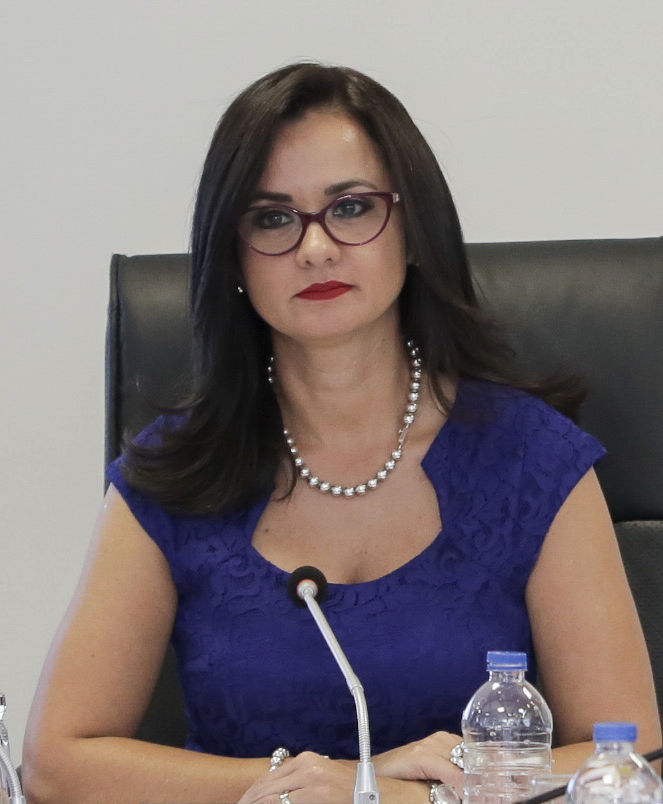
Marcela Aguiñaga, Prefecta de Guayas electa.

|  | 34.27 % |

|  | 25.66 % |

|  | 11.44 % |

|  | 6.45 % |

|  | 6.20 % |

|  | 6.09 % |

|  | 2.94 % |

|  | 2.09 % |

|  | 1.73 % |

|  | 1.34 % |

|  | 0.70 % |

|  | 0.59 % |

|  | 0.51 % |

|  | 100 % |